# 미인폭포

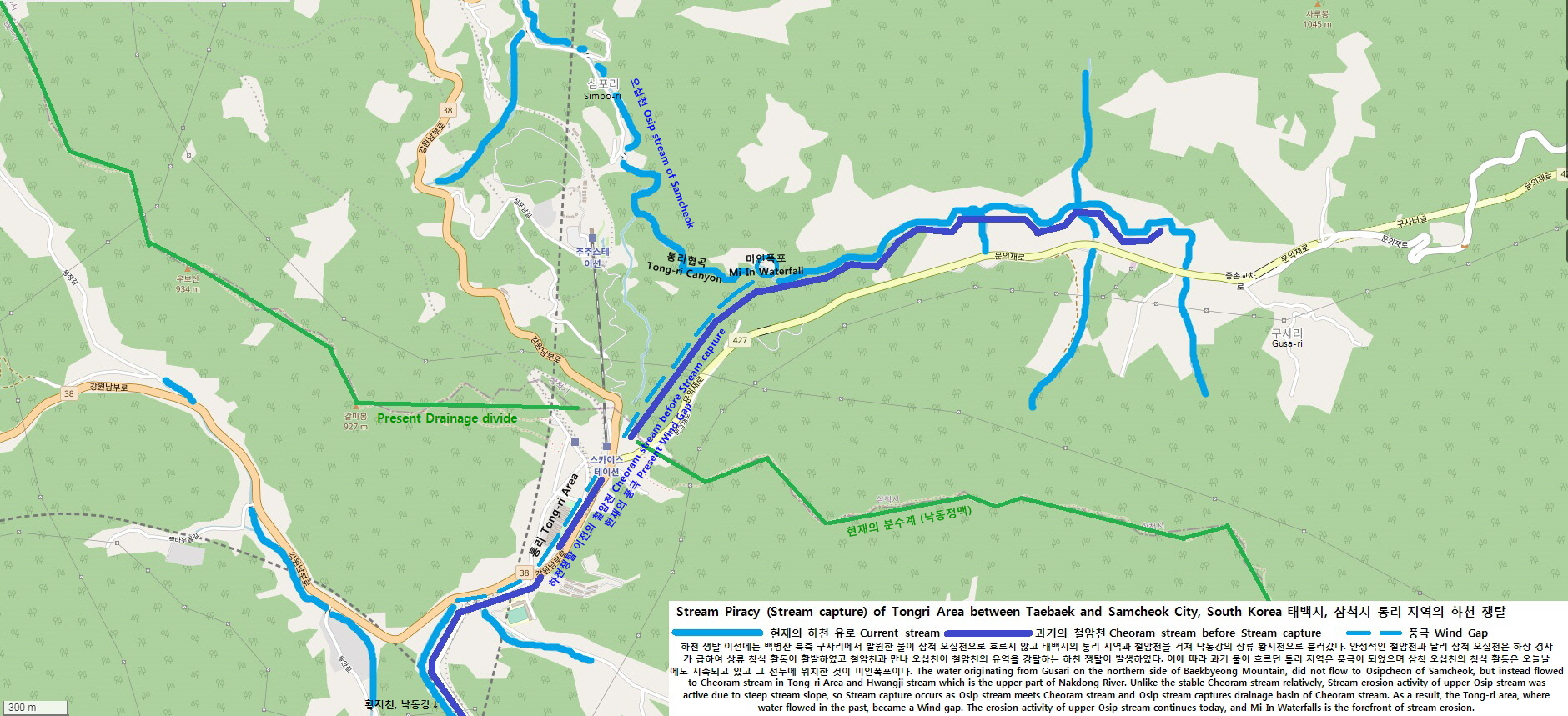
미인폭포는 철암천과 오십천의 하천쟁탈의 결과로 생성된 폭포이다.

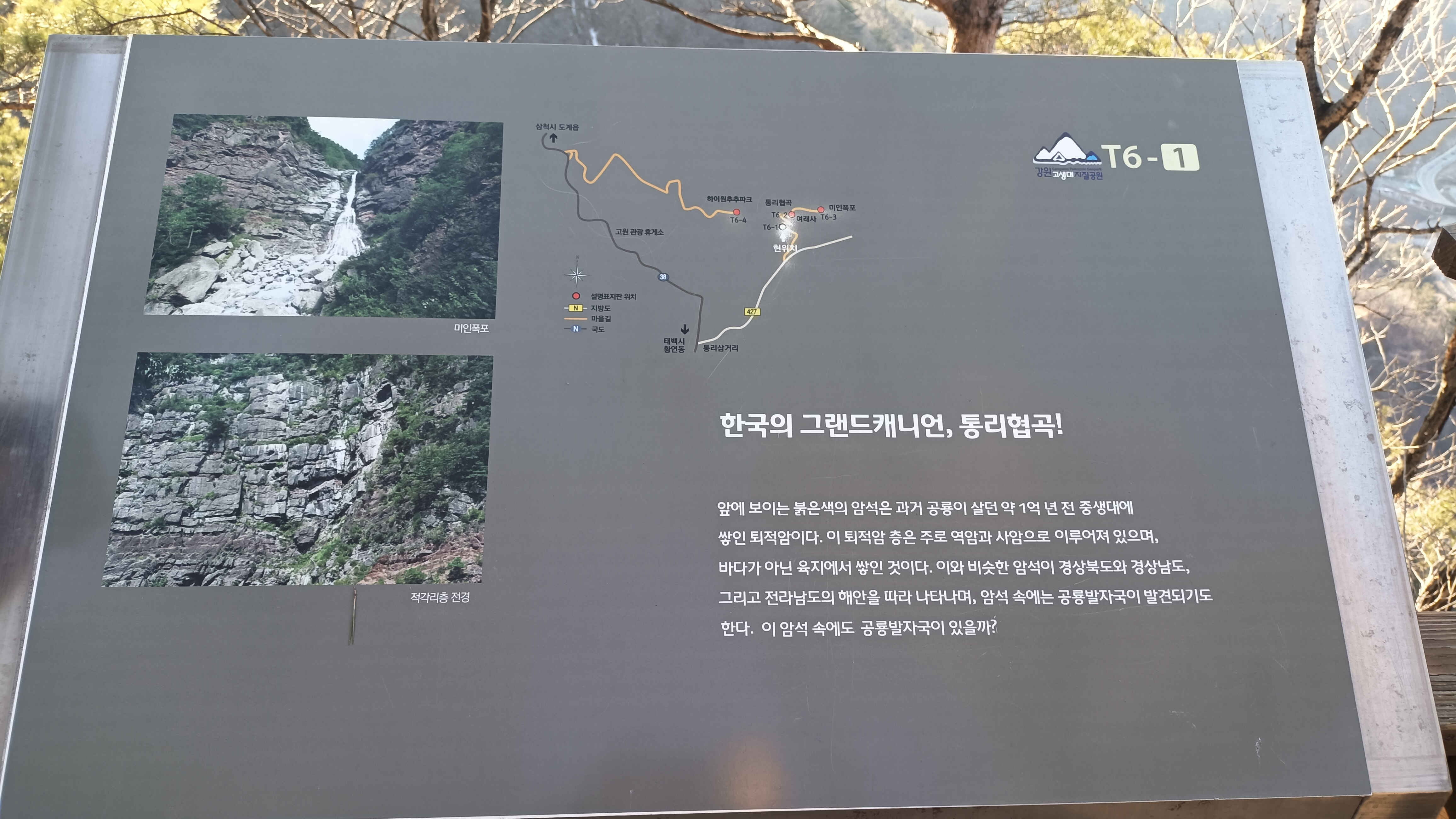
통리 협곡 안내판

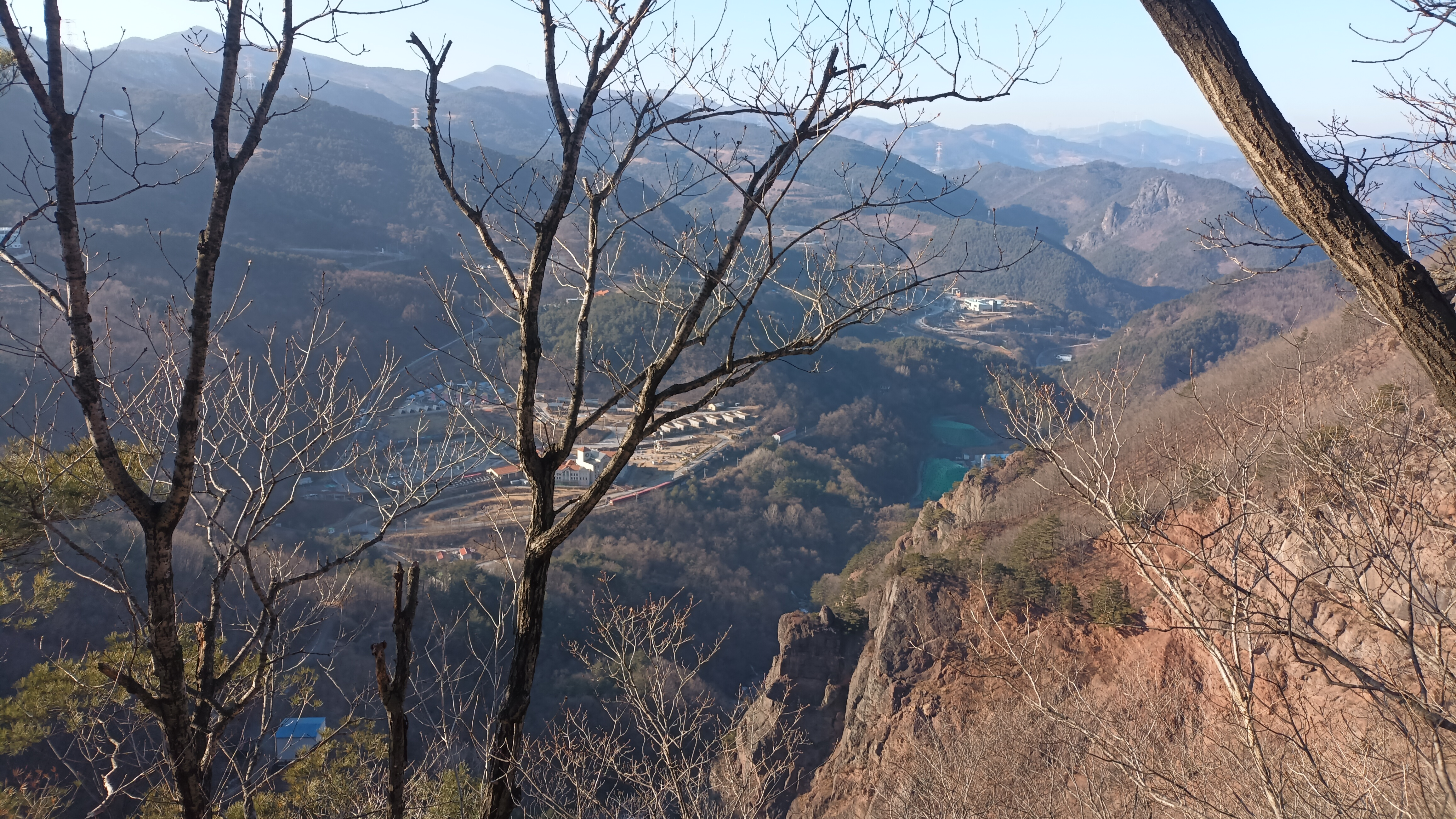
도계읍 계곡 전경. 오른쪽 하단

미인폭포는 강원특별자치도 삼척시 도계읍 심포리에 위치한 높이 50m의 폭포이다. 삼척시의 산인 오봉산과 백병산이 만나는 자락에 있으며 심포폭포라고도 한다. 폭포가 있는 곳은 태백시와 삼척시 사이의 경계인 통리협곡인데, 백악기에 쌓인 경상 누층군 적각리층이 풍화 작용에 의해 깎이면서 생성된 폭포이다. 생성과정이나 지질환경이 미국의 그랜드캐니언과 비슷해 한국판 그랜드캐니언으로 불리기도 한다.

## 폭포에 얽힌 전설
옛날 삼척 지역에 미모가 빼어난 처녀가 있었다. 그런데 이 처녀는 눈이 높아 마을에서 마음에 드는 남자가 없었다. 처녀는 모든 남자들의 청혼을 거부했고, 시간이 날 때마다 폭포수에서 목욕을 하면서 짝을 기다렸다. 그렇게 10년이 흐르고, 20년이 지나 처녀도 늙었다. 하지만 처녀는 여전히 지나간 세월은 생각하지 않고 여전히 이 세상에서 자기가 가장 예쁘다고 생각했다. 그러던 어느 날, 드디어 처녀는 자기의 이상형을 발견했다. 처녀는 예쁘게 단장을 하고, 청혼했다. 하지만 총각은 처녀의 청혼에 어이없어 했고, 그 모습을 본 처녀는 자신의 얼굴을 물에 비춰 보았다가 충격을 받고 폭포에서 뛰어내려 자살했다. 그 폭포의 모양새가 마치 여인이 치마를 뒤집어쓰고 뛰어내리는 모습과 비슷해 그 뒤로 사람들은 이 폭포에 미인폭포라는 이름을 붙였다고 한다.

## 통리협곡과 하천쟁탈
통리협곡과 미인폭포가 발달하는 통리 일대는 과거에 하천 유역이 바뀐 하천쟁탈 현상이 일어난 곳이다. 원래는, 백병산(1,260.6 m) 북측에서 발원한 물은 삼척시의 오십천으로 가지 않고 태백시의 통리역과 철암천을 거쳐 낙동강 수계인 황지천으로 흘러가는 하천이었으며 이때는 미인폭포도 없었다. 안정된 철암천과 달리 동해바다로 흘러가는 삼척의 오십천은 하상 경사가 급하여 하천 상류가 지속적으로 침식되고 결국 철암천과 만나 삼척의 오십천이 철암천의 유역을 빼앗는 하천 쟁탈 현상이 발생하였다. 이로 인해 철암천의 발원지는 백병산에서 연화리 양지로 변경되고 과거 물이 흐르던 통리 지역은 풍극이 되어 물이 흐르지 않게 되었다. 현재도 삼척 오십천에는 계속해서 침식 작용이 발생하고 있으며 침식 활동의 선두에 위치한 것이 바로 미인폭포이다. 통리 지역에는 하천퇴적물이 분포하고 있어 풍극임이 확실하다.

## 가는 길
태백시에서 국도 제38호선을 따라 삼척시로 가다가, 통리마을을 지나 통리삼거리에서 지방도 제427호선으로 진입해 0.8 km 전진하면 임시 주차장과 함께 여래사, 미인폭포로 내려가는 길이 있다. 현재 공사 시행중으로 공사기간(2024.03~2025.12- 통제해지시 별도공지) 동안 출입금지 되었습니다. 

## 같이 보기
- 삼척시의 지질 (삼척탄전)
- 태백시의 지질
- 하천쟁탈